# Viktor Kožený – Občanská federální demokracie
„Viktor Kožený – Občanská federální demokracie“ (OFD) byla česká pravicová strana kterou 20. dubna 2004 založil Viktor Kožený. Na prvním sjezdu strany 18. června 2004 byl Viktor Kožený zvolen předsedou strany. Místopředsedy byli zvoleni:
- Karel Fischer
- Pavel Pražský

Strana se zúčastnila voleb do Evropského parlamentu v roce 2004, kde získala 2 030 hlasů (0,08 %) a nezískala žádný mandát. 15. září 2011 pozastavila svoji činnost a v roce 2015 strana ukončila svoji činnost.